# Nalkinjärvi
Nalkinjärvi är en sjö i Finland. Den ligger i kommunen Limingo i landskapet Norra Österbotten, i den centrala delen av landet, 500 km norr om huvudstaden Helsingfors. Nalkinjärvi ligger 103,5 meter över havet. Arean är 5,8 hektar och strandlinjen är 1,49 kilometer lång. Sjön  ingår i Temmesjokis huvudavrinningsområde. 